# Joachim van Plettenberg

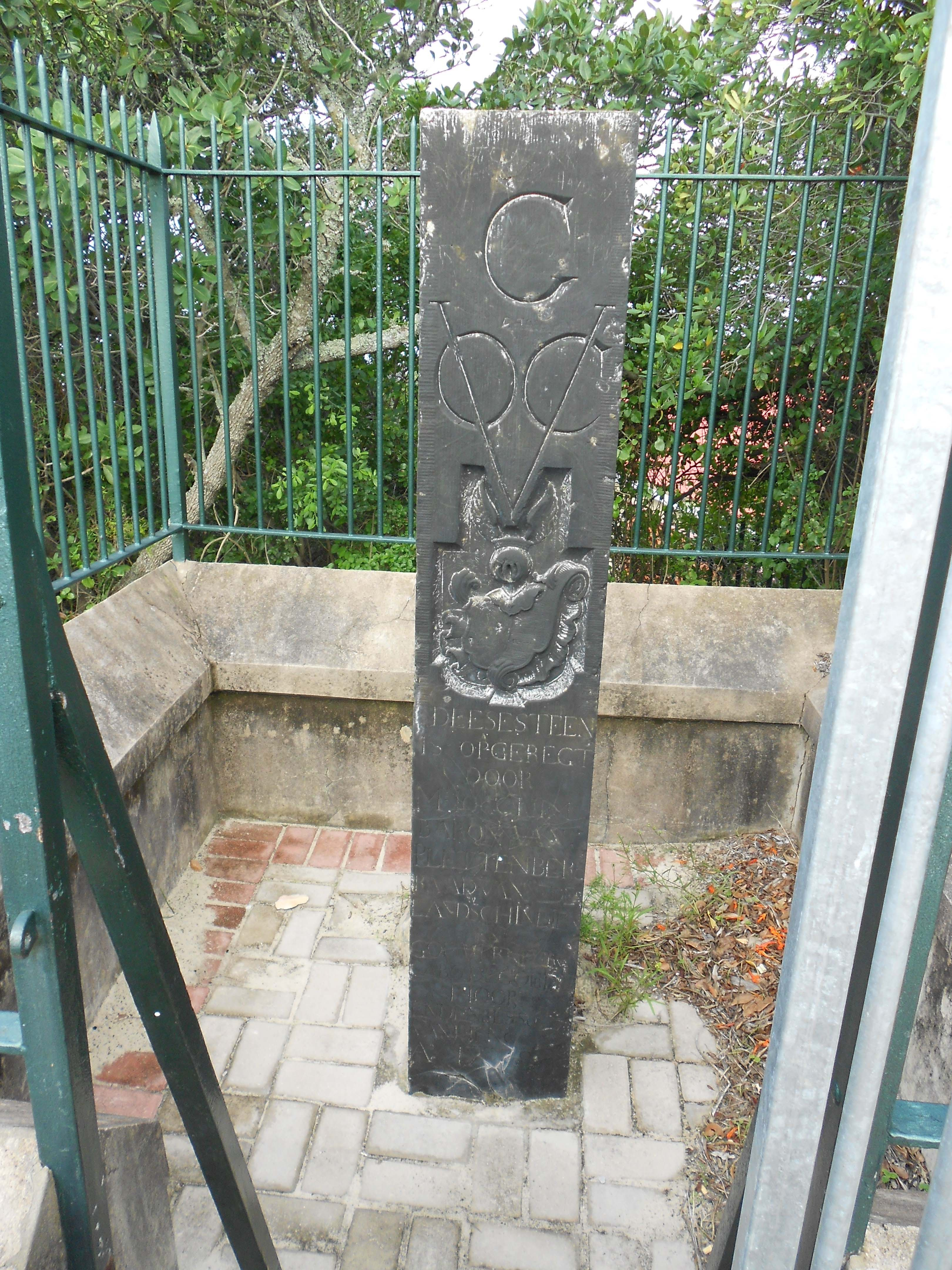
Replica van de Van Plettenbergbaken

Joachim Ammena van Plettenberg (Leeuwarden, 8 maart 1739 - Huis Windesheim, 18 augustus 1793) diende als gouverneur van de Nederlandse Kaapkolonie van 1771 tot 1785.

## Biografie
Van Plettenberg was lid van de familie Van Plettenberg en de zoon van baron Hendrik Casimir van Plettenberg en zijn derde vrouw Agatha Petronella van Ammena. Hij studeerde rechten aan de Universiteit Utrecht. Op 18 mei 1764 vertrok hij met het VOC-schip Amerongen en arriveerde op 2 januari 1765 te Batavia waar hij diende bij de Raad van Justitie. In 1767 trouwde hij met Cornelia Charlotte Feith.

### Gouverneurschap
Dat jaar arriveerde hij in de Kaapkolonie als independent fiscaal. Na de dood van gouverneur Rijk Tulbagh op 11 augustus 1771 werd Van Plettenberg waarnemend gouverneur. Op 18 februari 1774 werd hij officieel aangesteld als gouverneur. Tijdens zijn bewind vonden er vele verkenningstochten plaats, waar hij enkele keren zelf aan deelnam. Op 14 februari 1785 diende hij zijn ontslag in en werd hij opgevolgd door Cornelis Jacob van der Graaff. Van Plettenberg keerde terug naar Nederland en overleed in 1793 te huize Windesheim nabij Zwolle.

### Nalatenschap
Op 6 november 1778 richtte hij een baken op aan de zuidkust van de Kaapkolonie. Het gebied staat sindsdien bekend als de Plettenbergbaai.
- Biografisch Portaal: 80382920
- Digitale Bibliotheek voor de Nederlandse Letteren: plet005
- International Standard Name Identifier: 0000 0003 9282 1596
- Nederlandse Thesaurus van Auteursnamen: 241709024
- Système universitaire de documentation: 257930213
- Virtual International Authority File: 286930276
- WorldCat: E39PBJjCMHjYyWBGcgJ7qHrpfq